# Aventura (band)
Aventura is een band uit New York die bachatamuziek maakt. Kenmerkend voor hun muziek is de hoge stem van de zanger (Romeo Santos) en de beat.
Zij werden in 2003 bekend door het nummer Obsesión. Dit nummer staat op het album We Broke the Rules.
Aventura is erg bekend in zowel Noord-, Zuid- en Midden-Amerika.

## Discografie

### Generation Next,1998
1. Cuando Volverás" ("When Will You Come Back?")
2. Alexandra"
3. Mujeriego" ("Player")
4. La Novelita" ("The Little Soap Opera")
5. Amor Bonito" ("Beautiful love")
6. No lo Perdona Dios" ("God won't Forgive It")
7. Coro Dominicano" ("The Dominican Group")
8. Dime si te Gusto" ("Tell Me if You Like Me")
9. Un Poeta Enamorado" ("A Poet in Love")
10. "Si me Dejas Muero" ("If You Leave Me I Will Die")
11. "Cuando Volverás (English Remix) ("When Will You Come Back?")

### We Broke the Rules,2002
1. "Obsesión" ("Obsession")
2. "I Believe"
3. "Todavía me Amas" ("You Still Love Me")
4. "Perdí el Control" ("I Lost Control")
5. "Amor de Madre" ("A Mother's Love")
6. "Gone"
7. "Mi Puerto Rico" ("My Puerto Rico")
8. "Enséñame a Olvidar" ("Teach Me How to Forget")
9. "9:15 Nueve y Quince"
10. "Obsesión (English Remix)" ("Obsession")

### Love & Hate,2003
1. "Intro	2:05
2. "La película" 5:29 ("The Movie")
3. "Hermanita" 4:35 ("Little Sister")
4. "Mi Niña Cambió" 4:31 ("My Girl Changed")
5. "Pueblo por Pueblo" 3:38 ("Town to Town")
6. "I'm Sorry" 4:12
7. "Déjà Vu" 4:22
8. "Conciencia" 3:54 ("Conscience")
9. "Llorar" 4:08 ("Cry")
10. "Papi Dijo" 4:04 ("Daddy said")
11. "Me Voy" 4:09 ("I'm Leaving")
12. "Te Invito" 3:31 ("I Invite You")
13. "Aventura" 3:49 ("Adventure")
14. "La Guerra" 3:25 ("The War")
15. "Don't Waste My Time" 4:11

### Unplugged,2004
1. "Cuando Volverás" 5:03	("When Will You Come Back?")
2. "No lo Perdona Dios" 6:09 ("God Won't Forgive It")
3. "Perdí el Control" 4:05 ("I Lost Control")
4. "Amor de Madre" 5:48 ("A Mother's Love")
5. "Gone"	4:25
6. "Mi Puerto Rico" 3:49 ("My Puerto Rico")
7. "Enséñame a Olvidar" 5:46 ("Show Me How to Forget")
8. "9:15 Nueve y Quince" 4:21 ("Nine Fifteen")
9. "Obsesión (English Remix)" 4:10 ("Obsession")

### God's Project,2005
1. "Intro"                  1:24
2. "Angelito"               4:53 ("Little Angel")
3. "La Boda"                4:49 ("The Wedding")
4. "Un Chi Chi"             3:59 ("A Father")
5. "Volvió la Traicionera"  3:23 ("The (Female) Betrayer Returned")
6. "La Niña"                4:53 ("The Girl")
7. "Our Song"               4:28
8. "Bar Skit"               0:49
9. "Ella y Yo (Feat. Don Omar)" 4:27 ("She and I")
10. "Un Beso"                4:23 ("A Kiss")
11. "Voy Malacostrumbrado"   4:33
12. "Ciego de Amor"          5:08 ("Love Blind")
13. "Audition Skit"          6:47
14. "Por tu Orgullo"         4:19 ("Because Of Your Pride")
15. "You're Lying (Feat. Nina Sky) /We got the crown (Envidia) remix"         9:27

### K.O.B Live,2006
Disc 1
1. "Los Reyes de La Bachata Moderna [Live]" (The Kings of the Modern Bachata)
2. "Los Infieles" ("The Unfaithful")
3. "Mi Corazoncito" ("My Little Heart")
4. "Perdedor" ("Loser")
5. "Controversia" ("Controversy")
6. "José"
7. "Skit Anthony, Pt. 1"
8. "Un Beso [Live]" ("A Kiss")
9. "Cuando Volverás [Live]" ("When Will You Come Back?")
10. "Skit Lenny [Live]"
11. "Llorar [Live]" ("Cry")
12. "Angelito [Live]"("Little Angel")
13. "Hermanita & Romeo Skit [Live]" ("Little Sister & Romeo Skit")

Disc 2
1. "Skit Henry"
2. "Película [Live]" ("The Movie")
3. "Todavía Me Amas [Live]" ("You Still Love Me")
4. "Obsesión [Live]"("Obsession")
5. "Amor de Madre [Live]"("A Mother's Love")
6. "Skit Mikey"
7. "Medley: No lo Perdona Dios/Un Poeta Enamorado/La Novelita [Live]" ("God Does Won't Forgive Us"/"A Poet in Love"/"The Little Soap Opera")
8. "Boda [Live]" ("Wedding")
9. "Skit Anthony, Pt. 2"
10. "Enseñame a Olvidar [Live]"("Show Me How to Forget")
11. "Voy Mal Acostumbrado [Live]"
12. "Outro [Live]"

DVD
1. Altos De Chavòn
2. Madison Square Garden: Ella Y Yo/Por Tu Orgullo/Angelito
3. Los Fanáticos
4. Los Infieles (Music Video)

Samenwerkingen
- - "Noche de Sexo" (Night of Sex) ft. Wisin y Yandel (Pa'l Mundo)
  - "We Got The Crown" ft. Tego Calderón (El Enemy De Los Guasíbiri)
  - "No, No, No" ft. Thalía (El Sexto Sentido Re+Loaded)